# Mathias William Schmidt
Dom Mathias William Schimidt, OSB (Nortonville, 21 de abril de 1931 — Utinga, 24 de maio de 1992) foi um monge beneditino e bispo católico nascido nos Estados Unidos da América e radicado no Brasil. Foi bispo-auxiliar de Jataí e bispo diocesano de Ruy Barbosa.

## Biografia
Nasceu em Nortonville, no estado norte-americano do Kansas. Foi ordenado presbítero em 30 de maio de 1957, aos 26 anos de idade. Foi nomeado bispo auxiliar da diocese de Jataí, em Goiás, a 10 de junho de 1972. Em 14 de maio de 1976 foi nomeado bispo da diocese de Ruy Barbosa, na Bahia. Faleceu em 24 de maio de 1992, aos 61 anos de idade em Utinga.